# Rapala bandatara
Rapala bandatara är en fjärilsart som beskrevs av Hans Fruhstorfer 1912. Rapala bandatara ingår i släktet Rapala och familjen juvelvingar. Inga underarter finns listade.